# Mercury 13
Mercury 13 fue un programa secreto, y con fondos privados, creado por William Randolph "Randy" Lovelace II para llevar al espacio a la primera mujer astronauta. Se seleccionaron a 13 mujeres pioneras en el campo de la aviación para que se sometieran a las mismas pruebas físicas y psicológicas a las que se habían sometido a los hombres del programa Mercury 7. Randy Lovelace quería demostrar con estos tests que las mujeres también podían soportarlos y, en definitiva, convertirse en astronautas al igual que los hombres.
Las participantes no solo pasaron las pruebas sino que, en algunos casos, superaron las marcas registradas por los hombres(Falta la fuente). Pero no fue suficiente para la NASA, que abortó el programa y no creyó que la mujer mereciera ir al espacio. Tampoco recibieron el apoyo de los astronautas referentes de la época, los cuales, además de la poca valoración de las capacidades de la mujer, creían que si esta llegara al espacio ellos dejarían de acaparar el cien por cien del protagonismo de su sector. Pero el aborto del programa y todos los esfuerzos llevados a cabo no fueron en vano, pues el desempeño y la capacidad mostrada por estas mujeres abrió los ojos a gran parte de la sociedad y armó de valor a las mujeres que finalmente sí conquistarían el espacio.

## Nacimiento del proyecto (Antecedentes)
El programa para la mujer en el espacio, Woman in Space Program, llamado así en primera instancia y bautizado más tarde como "Mercury 13", comenzó como un proyecto de investigación de la Fuerza Aérea de los Estados Unidos, que implicó a dos investigadores interesados en las capacidades de las mujeres para el vuelo espacial. Consideraban que la mujer era más pequeña y ligera que el hombre, por ello especulaban con que serían mejores ocupantes de los estrechos vehículos espaciales.
Así, en 1960, el doctor William Randolphy "Randy" Lovelace II y el general de la brigada Donald Flickinger invitaron a la premiada y laureada piloto Geraldyne "Jerrie" Cobb para que se sometiera a las pruebas físicas que la clínica Lovelace en Albuquerque, Nuevo México, había desarrollado para ayudar a seleccionar a los primeros astronautas de la NASA. Además de la fundación Lovelace, dedicada a la educación médica e investigación, era una organización privada, el Dr. Lovelace también encabezaba el Comité Espacial de Bioastronáutica de la NASA.
Randy Lovelace ya conocía a Jerrie Cobb desde 1959, así como su trayectoria. Jerrie era una piloto fantástica, que había volado por primera vez a los 12 años, conseguido su licencia de vuelo a los 17, y su licencia de instructora de vuelo a los 21. Le era difícil encontrar trabajo en el aire por ser mujer, más allá del puesto de azafata, pero no se rindió, tenía claro que quería el asiento de piloto. Accedió a puestos peligrosos que muchos no aceptaban, como transportar aviones militares por el mundo, o pilotar cazas y bombarderos. Con 28 años fue nombrada la mejor piloto de Estados Unidos, participaba en eventos mundiales de aviación y tenía tres récords del mundo. Estaba claro que Cobb era una candidata ideal para el proyecto del doctor Lovelace.
Cobb se convertiría en la primera participante del secreto "Programa para la Mujer en el Espacio", que no estaba autorizado oficialmente por la NASA. Era el comienzo de la carrera espacial, y había bastante incertidumbre en cuanto a las condiciones a las que iban a estar expuestos los astronautas, así que en la clínica Lovelace probaron todo lo que se les ocurría, incluidas las agotadoras pruebas que habían pasado los integrantes del programa Mercury 7. Estas son algunas de las 87 pruebas que le realizaron: le insertaron y pincharon agujas, fue sumergida en agua en plena oscuridad para simular un estado de aislamiento sensorial, vertieron agua congelada dentro de sus orejas para simular la condición de vértigo, introdujeron un tubo de goma de 3 pies (91,44 cm) a través de su garganta para analizar los ácidos estomacales. Cobb no solo superó las tres fases del programa eliminatorio, sino que superó a los astronautas masculinos en algunas de las pruebas.
Lovelace anunció su éxito en una conferencia en Estocolmo, Suecia, en 1960, y Jerrie Cobb adquirió bastante fama y publicidad tras ello. Se convirtió en una sensación de los medios, apareciendo también en la revista Life. Para comprobar si podía replicar los resultados obtenidos por Cobb en otras mujeres, Randy Lovelace se propuso reclutar a una docena de mujeres para que pasaran las mismas pruebas que Jerrie.

## Puesta en marcha del proyecto
Jacqueline Cochran, la famosa piloto y mujer de negocios, y vieja amiga de Lovelace, se unió al proyecto como consultora y se hizo cargo de todos los gastos relativos a las pruebas que iban a pasar estas mujeres.

### Primeros tests
Sobre el final del verano de 1961, 19 mujeres pilotos habían participado en las pruebas físicas en la clínica Lovelace. A diferencia de los candidatos masculinos de la NASA, que realizaban las pruebas en grupo, cada una de estas mujeres las llevaron a cabo en solitario o, como mucho, en parejas, durante la semana de los tests. La mayoría de ellas habían sido recultadas de Ninety-Nines, una organización de mujeres pilotos. Otras, en cambio, se enteraron de estas pruebas a través de amigos o artículos de prensa y se ofrecieron como voluntarias. La candidata de más edad, Jane Briggs, tenía 41 años y era madre de 8 hijos. La más joven, Wally Funk, tenía 23 años, era instructora de vuelo, y no dudó ni un instante cuando recibió la llamada de Lovelace: "Lovelace dijo que estuviera allí el lunes y salí inmediatamente con 10 dólares en el bolsillo".
Ningún ser humano había volado al espacio todavía cuando se diseñaron estas pruebas físicas para astronautas, así que los médicos de la clínica Lovelace debían realizar unos exámenes minuciosos. Estos incluían una gran cantidad de rayos X y un examen óptico de cuatro horas. Una bicicleta estática, con un peso especial, llevaba a las mujeres hasta la extenuación durante el test de respiración. Los doctores utilizaban un tubo de caucho con el que examinaban los ácidos estomacales de las participantes. También se analizaba su circulación mediante una mesa inclinada. Usando un pulso eléctrico, los médicos ponían aprueba los reflejos nerviosos en sus extremidades. Con el fin de infligir vértigo en ellas, se les disparaba agua congelada dentro de sus orejas, y así, los doctores podían comprobar la rapidez con que se recuperaban. Calculaban el porcentaje de músculo magro de las candidatas usando un contador nuclear en Los Álamos.
Wally Funk era la más joven de las participantes, y sobresalió en las pruebas. En la prueba en la que tenían que permanecer en un tanque de aislamiento flotando en agua, y sin notar efectos perjudiciales, logró batir el récord absoluto de la prueba, dejándolo en 10 horas y 35 minutos.

### Las candidatas seleccionadas
Tras finalizar las exhaustivas pruebas, las superaron 12 de las 19 participantes y se sumaron a Jerrie Cobb para formar el grupo de 13 candidatas:

#### Jerrie Cobb
Nació en Oklahoma en 1931. Realizó su primer vuelo a los 12 años en el asiento trasero de un biplano de cabina abierta, un Waco pilotado por su padre, y ese fue el momento en el que la aviación entró fuertemente en su cuerpo para no salir nunca más. Obtuvo su licencia de piloto privada a los 17 años, y a los 18 la licencia de piloto comercial y la de instructora de vuelo.
Estaba decidida a orientar su carrera a la aviación como piloto en lugar de como asistente de vuelo u otra ocupación a la que quedaban relegadas las mujeres de la época. Era la década de 1950, y le fue casi imposible obtener un trabajo como piloto, por lo que se conformó con un trabajo en el aeropuerto de Miami. Allí fue donde conoció a Jack Ford, un piloto veterano de la Segunda Guerra Mundial que tenía un servicio de transporte de aviones que funcionaba a nivel mundial. Logró convencerlo para un trabajo y consiguió su primer vuelo pilotando hacia Sudamérica con el avanzado AT-6 Texan de la época, dando así comienzo a su carrera como piloto profesional. Al mismo tiempo que transportaba aviones para la empresa de Jack, voló todo tipo de aviones por todo el mundo, entre ellos algunos militares y cuatro bombarderos de motor con rumbo a Francia.
Tras muchísimas horas de vuelo y de entrenamiento, consiguió una excelente reputación en el mundo de la aviación, siendo la piloto más experimentada de su época en aviones de hélice alta. Esto llamó la atención del Dr. Lovelace, que decidió contactar con Jerrie para comenzar el programa con ella.

#### Myrtle Cagle
Myrtle "Kay" Thompson Cagle nació en Carolina del Norte el 3 de junio de 1925. A la edad de 12 años aprendió a volar bajo la tutela de su hermano y a los 14 años se convirtió en el piloto más joven del estado y posiblemente de la nación en ese momento. Cursó clases de aeronáutica en el colegio y lo hacía tan bien que acabó el año como profesora. A los 19 años recibió su licencia privada y se hizo con un par de aeroplanos a los 20, recibiendo una licencia comercial a los 23. Durante la década de 1940, se unió a la Patrulla Civil del Aire, al grupo Ninety-Nines y fue aceptada en el programa WASP (Women Airforce Service Pilots) de la Segunda Guerra Mundial. Mientras vivía en Carolina del Norte, puso en marcha un aeropuerto cerca de Raleigh mientras mantenía un servicio chárter. En 1951 obtuvo una licencia comercial de piloto con el nivel de Airplane Single y Multi-Engine Land ratings, y fue instructora de vuelo certificada, instructora de instrumento de vuelo e instructora de campo. En 1946, se unió al equipo del periódico Johnstonian Sun en Selma, Carolina del Norte, escribiendo semanalmente una columna de aviación llamada Air Currents, para más tarde hacerlo en el periódico Raleigh News y en el Observer desde 1953 a 1960. En el año 1955 fue nombrada Miss North Carolina Air Power. Después de mudarse en 1961 a Macón, Georgia, fue cuando recibió la invitación del Dr. Lovelace.

#### Janet Dietrich
Janet y Marion Dietrich eran gemelas. Nacieron en San Francisco en 1926, y se graduaron juntas por la Universidad de California, Berkley, en 1949. Janet se convirtió en piloto instructora y en piloto jefe para una escuela de vuelo y piloto corporativa para una compañía de construcción en California. En el año 1961 ya había conseguido 8.000 horas de vuelo y era una de las primeras mujeres en Estados Unidos en obtener la licencia de piloto de aerolíneas de transporte.

#### Marion Dietrich
Hermana gemela de Janet, se graduó en Matemáticas y Psicología por la Universidad de California, Berkley, en 1949. Trabajó un tiempo como reportera del periódico Oakland Tribune, volando a valocidad supersónica en un avión de combate en una misión histórica. Se convirtió más tarde en piloto, volando en aviones chárter y en vuelos ferry. En el momento de recibir la llamada del Dr. Lovelace llevaba 1.500 horas de vuelo registradas.

#### Wally Funk
Mary Wallace "Wally" Funk nació el 1 de febrero de 1939 en Las Vegas, New México. Se crio en Taos, y ya de niña aprendió a cazar, pescar, montar y acampar. Fue una esquiadora consumada y tenía la intención de entrar en el equipo olímpico antes de ser apartada de este sueño por una desafortunada lesión que le propició una telesilla defectuosa. Tras esta lesión que le apartó del esquí, Wally puso el foco en la aviación.
Su primer vuelo fue con la capa de Supermán que tenía en el granero de su padre, cuando tenía unos cinco años. Le permitían hacer aviones con bloques de madera y colgarlos del techo, y desde ahí saltó con su capa. A su madre le hubiera encantado volar, pero su padre no se lo permitió, así que animó a Funk para que emprendiera su carrera en la aviación y lograra lo que ella no había podido conseguir. En una escuela de chicas consiguió su licencia privada de vuelo. Más tarde ingresó en la Universidad Estatal de Oklahoma, que era la mejor escuela de vuelo de Estados Unidos en ese momento (desde 1950 hasta 1970). Allí fue donde consiguió el resto de sus calificaciones de vuelo, un buen puñado de calificación y premios, además de pertenecer al equipo de Flying Aggies. Aunque ingenua en muchos aspectos, era lo suficientemente valiente como para conseguir su trabajo en Ft. Still caminando decididamente hacia la oficina del aeródromo local y preguntando: "¿Alguien necesita un instructor de vuelo?".
Después de leer el artículo de la revista Life sobre Jerrie Cobb, Wally se interesó por estas pruebas y contactó con la fundación Lovelace para participar en el programa.

#### Sarah Gorelick
Nació el 30 de octubre de 1931, en Kansas. Sarah poseía graduados en Matemáticas, Física, Química y Aeronáutica por la Universidad de Denver. Desde 1958 trabajó para AT&T como ingeniera eléctrica. A Los 28 años consiguió la licencia de piloto comercial, con las categorías de Airplane Single, Multiengine Lands, Single Engine Sea, Instrument, Rotor y Glider. Recibió la llamada del Dr. Lovelace cuando estaba en la clínica NM de Albuquerque, un lunes.

#### Jane Cameron Briggs
Nació el 21 de octubre de 1921, en Detroit, donde su padre, Walter O. Briggs, era industrial y propietario de la empresa Detroit Tigers. Asístió a colegios católicos antes de entrar en el colegio de Manhattanville, en Westchester, New York, que abandonó sin obtener ningún título. Más adelante obtendría el título de Antropología por la Universidad George Washington, en 1970.
Jane era muy aficionada a los deportes, y bastante atrevida. Montaba contra los mejores profesionales en las competiciones de salto ecuestre. También era una ávida navegante, y participó en la regata anual Port Huron - Mackinac 15 veces, y en 73 ocasiones cruzó el Atlántico tripulando un velero. Obtuvo la licencia de vuelo a los 18 años, y en la década de 1950 se convirtió en la primera mujer de Míchigan en conseguir la licencia para volar en helicóptero.
En la Segunda Guerra Mundial se unió al equipo Red Cross Motor Corps y condujo camiones desde las plantas automotrices de Detroit hasta los puertos y bases militares. Se casó con Philip A. Hart (abogado en Detroit en 1943 y más tarde senador), justo cuando este estaba siendo enviado al extranjero con la Cuarta División de Infantería del ejército, por lo que más adelante adquirió el nombre de Jane Hart. Cuando Philip entró en política, Jane lo llevaba en helicóptero para desplazarse entre los diferentes destinos de sus campañas.

#### Jean Hixson
Nació en Hoopeston, Illinois, en el año 1922. Estaba considerada como la mejor del grupo por el resto de integrantes del "Mercury 13". Era la más experimentada de todas ellas, y tenía 37 años cuando recibió la llamada para la clínica Lovelace. Había sido WASP en la Segunda Guerra Mundial, una de las heroicas mujeres que pelearon con las mismas barreras en la Segunda Guerra Mundial que las que se encontraron con el Mercury 13. Estas mujeres volaron todo tipo de aviones del inventario de la Fuerza Aérea de la Armada en una gran variedad de misiones. Arrastraron objetivos para la práctica de artillería en vivo, transportaron aviones a nivel nacional y en el extranjero, se dedicaron a la instrucción y todo lo que se pueda imaginar excluyendo el combate.
Jean se graduó como WASP Clase 44-6 en el campo Avenger de Sweetwater, Texas, y pasó a volar con el bombardero bimotor B-25 como piloto ingeniera de pruebas, además de participar en un curso de instrumentación avanzada. Tras la Segunda Guerra Mundial se convirtió en instructora de vuelo en Akron, Ohio. Posteriormente, entraría en la Universidad de Akron y conseguiría el graduado en Educación Elemental y Secundaria. En 1952 comenzó su carrera como profesora. Fue ahí donde empezó un curso en Astronomía, y donde llevó a sus hijos a las excursiones de la NASA en el Lewis Research Center de Cleveland.

#### Bernice "Bea" Trimble
Nació en 1925 en Rudyard, Míchigan. Veterana de las carreras del aire, Bernice empezó a volar a una edad muy precoz, consiguiendo la licencia privada de pilotos con 17 años, y la licencia comercial de pilotos en 1946. Bea puso en marcha y trabajó en su propia escuela de vuelo, servicio chárter y FBO (Operadora de Base Fija) en el aeropuerto Bishop de Flint, Míchigan, donde entrenaba a pilotos, realizaba vuelos chárter y vendía aviones. Posee la más alta licencia FAA, la licencia de pilotos de transporte de aerolíneas y también de pilotos de reserva de la Fuerza Aérea tras la Segunda Guerra Mundial. Pertenece al prestigioso grupo de mujeres piloto "Ninety Nines", y fue elegida como presidenta por las integrantes en 1968.
Participó en muchas competiciones aéreas y ganó la carrera continental "Transcontinental Air Race" (la equivalente a la "Powder Puff Derby" antes de 1929) y la carrera internacional "International Air Race". También organizó la carrera "Michigan Small Race". En 1961 sería invitada a participar en las pruebas de la clínica Lovelace.

#### Jerri Sloan
Nació el 12 de noviembre de 1928, en Texas. Jerri tuvo su primera experiencia de vuelo a los 4 años, cuando se sentó en el asiento de copiloto de un avión que pilotaba su padre para un viaje de negocios en Texas. En ese viaje la pasión por el vuelo le mordió y nunca más le abandonó, haciéndole saber a su padre que amaba volar. Sin embargo, el consejo de su padre era un reflejo de la sociedad de aquella época: "Trabaja fuerte, hazlo bien en la escuela, y puedes crecer para ser una azafata y volar a todas horas". Jerri, por supuesto, protestó diciendo que quería ser una piloto. Su padre hizo lo que pudo para explicarle los condicionantes que había al respecto en su sociedad: "Cariño, las mujeres simplemente no pilotan aviones, es trabajo para los hombres".
Pero, para el que conocía a Jerri, los estándares de la época eran sólo un pequeño inconveniente para ella, en el mejor de los casos. Cuando tenía 15 años, empezó a tomar clases de vuelo después de la escuela sin el conocimiento de sus padres. Estaba convencida y con total determinación en este asunto, y no iba a dejar que el pensamiento anticuado de la sociedad la detuviera. Desafortunadamente fue descubierta y su madre estaba aterrada, por lo que fue enviada a un colegio católico en San Antonio. Esto nunca hizo disminuir su gran deseo, no cambió su mentalidad, era un simple bache en su objetivo.
Para el año 1960 ya había demostrado lo que era, si Jerri decidía hacer algo, nada podía detenerla. Se convirtió en una de las pilotos más experimentadas del condado. Trabajando en Dallas, Texas, fue compañera de uno de los mejores pilotos que había conocido, Joe Truhill (con quien se casaría más adelante). Volaron B-25 norteamericanos, el bombardero bimotor de la Segunda Guerra Mundial y Corea, y los mismos aviones utilizados por Jimmy Doolittle y sus raiders utilizados para bombardear Tokio en 1942.
Jerri también participó en numerosas carreras de las Air Races y consiguió una gran cantidad de trofeos, antes de ser llamada para la clínica del doctor Lovelace, donde tuvo como compañera a su futura nueva amiga, Bea Steadman.

#### Rhea Hurrle
Nació como una chica de granja en Fairhaven, Minnesota, en el año 1928. Una vez pilotó un hidroavión Piper Super Club desde Houston, Texas, hasta el lago Hood en Anchorage, Alaska, y lo hizo completamente sola. También remolcó planeadores para cadetes en la Academia de la Fuerza Aérea, y los instruyó en la misma.
Ha participado en la International Women's Air Race y en la Powder Puff Race. Posee la licencia comercial de pilotos, con las categorías de Airplane Single Engine, Multi Engine Land, Single Engine Sea, Instrument. Es instructora de vuelo certificada e instructora de superficie certificada. Ha volado por todos los rincones de Estados Unidos, incluyendo Alaska, así como Canadá y México.

#### Gene Nora Stumbough
Gene Nora nació el 10 de enero de 1937 en Springfield, Illinois. Se enteró del programa de investigación del Dr. Lovelace mientras trabajaba en la facultad de la Universidad de Oklahoma. Escribió una carta al Dr. Lovelace destacando su experiencia en la aviación y en la educación, pidiendo ser aceptada. La respuesta de Lovelace fue un escueto y esperanzador "Ven". Ella y Jane Briggs, llegaron a la clínica Lovelace de la misma manera y fue para ella una compañera inspiradora. Fueron las mujeres número 24 y 25 del programa de pruebas. Aunque se le comunicó que había superado los tests, nunca conoció al Dr. Lovelace, de hecho, nunca supo que se trataba de un programa de entrenamiento para astronautas, lo consideraba una investigación.

#### Irene Leverton
Irene nació el 3 de marzo de 1927, en Chicago, Illinois. Tenía 34 años cuando recibió la llamada del Dr. Lovelace. Una mujer de fuerte voluntad y de ascendencia alemana, su primera experiencia en aviación fue en Chicago, cuando todavía era una niaña. Ella y su madre fueron a un parque local para participar en paseos en paracaídas.
Deseando perseguir la aviación en su vida, y, sobre todo, pilotar cazas voladores, intentó entrar en la organización WASP cuando tenía 17 años usando un libro de registro falso y certificados de nacimiento de amigos mayores. La organización WASP era muy admirada en aquella época por las mujeres piloto y uno de los destinos más deseados. El intento de Irene no funcionó, pero la idea de pilotar no se fue de su cabeza. En 1961, cuando recibió la llamada para el programa de Lovelace, ya poseía la licencia de piloto comercial con las categorías de Airplane single, Multi-engine land, Instrument, Airplane single y Engine sea y acumulaba más de 9000 horas de vuelo, bastante más que cualquier astronauta del programa Mercury 7.

### Tests adicionales
Algunas de las mujeres realizaron tests adicionales. Tal fue el caso de Jerrie Cobb, Rhea Hurrle y Wally Funk, que viajaron a Oklahoma City para realizar una prueba en un tanque de aislamiento además de otras evaluaciones psicológicas. Otras mujeres no fueron solicitadas para realizar dichos tests, debido a compromisos familiares y de trabajo.
El grupo entero se preparó para viajar a la Escuela Naval de Medicina de la Aviación, en Pensacola, Florida, para participar en avanzados análisis aeromédicos usando equipamiento militar y un avión a reacción. El grupo iba a dar un paso más en este proceso tan importante para ellas y para la mujer en general, incluso dos de las participantes abandonaron sus trabajos para poder asistir a estas nuevas pruebas. Sin embargo, unos días antes de presentarse, recibieron un telegrama en el que se les avisaba de la cancelación de las pruebas en Pensacola. La marina no podía dejar utilizar sus centros y servicios para un proyecto no oficial. Requerían pues, una petición oficial de la NASA para ello.

## Aborto del proyecto: Las Mercury llevan su caso al Congreso
La NASA no dio vía libre al proyecto, había establecido en los años 60 (en la época de Eisenhower) unos requerimientos para poder convertirse en astronauta. Uno de ellos era la necesidad de poseer un título de ingeniería, y el otro, discriminatorio para las mujeres, era poseer experiencia en programas de prueba de jets militares. Todas las integrantes del grupo Mercury 13 eran consumadas pilotos, con gran experiencia y logros en el desempeño de este oficio, pero el entrenamiento con jets militares no estaba disponible para las mujeres (solo Cochran había podido hacerlo). Y parece que se agarraron fuertemente a este hecho para desestimar el recurso de las Mercury 13, es decir, en una valoración de un caso de discriminación sexual, se tomaba como válido un argumento fuertemente cargado de discriminación sexual.
Jerrie Cobb y Janey Hart decidieron ir ante el comité del senado para restaurar el programa, Hart tenía influencias políticas y querían recurrir a ellas. Su intención era que el congreso hiciera entrar en razón a la NASA. Viajó inmediatamente a Washington D. C. para intentar reanudar el programa de pruebas y además, ella y Jane Hart escribieron al presidente John Kennedy y visitaron al vicepresidente Lyndon Johnson para este fin.
Finalmente, el representante de Nueva York, Victor Anfuso, convocó para los días 17 y 18 de julio de 1962 audiencias públicas ante un Subcomité especial del Comité de Ciencia y Astronáutica de la Cámara de Representantes. El objetivo de las audiencias era investigar esta discriminación sexual (en 1964 se declararía ilegal la discriminación sexual según la Ley de derechos civiles). Cobb y Hart testificaron sobre los beneficios del proyecto del Dr. Lovelace. Jackie Cochran expresó sus preocupaciones acerca de establecer un programa especial para entrenar a las mujeres, ya que, según ella, podía dañar o retrasar el programa espacial existente. George Law, representante de la NASA, y los astronautas John Glenn y Scott Carpenter testificaron que las mujeres no podían convertirse en candidatas a astronautas.

### Primer día de audiencias: Jerrie Cobb y Janey Hart testifican
Jerrie Cobb empezó con su discurso, en el que hizo hincapié en que el mundo del espacio no podía estar limitado solamente a los hombres, porque no era un club de hombres. Y utilizó una analogía con las mujeres enfermeras, puesto para el que tiempos atrás, no se creía que las mujeres fueran válidas argumentando su fragilidad física y emocional, incompatibles con una labor tan desagradable y dura. Finalmente se permitió que algunas mujeres, feas, eso si, porque las mujeres feas supuestamente tenían un carácter más duro, pudieran acceder a la enfermería. Jerrie aboga, para concluir, que no es más descabellado permitir a las mujeres trabajar en el espacio que en un hospital de campaña de hace 100 años. Argumenta que no buscan una batalla de sexos, sino solo un lugar para las mujeres en la carrera espacial de su país, sin discriminación, y pudiendo participar en la construcción de la historia, como han hecho otras mujeres antes. "Ninguna nación ha enviado a una mujer al espacio, nosotras les ofrecemos a 13 voluntarias".
Por otro lado, a Janey Hart se le cuestiona si sería capaz de compaginar su labor de astronauta con la vida en familia con ocho hijos que tenía. Ella responde que ha tenido ocho hijos, los ha criado y seguía criándolos, y que aun así ha sido capaz de obtener 2000 horas de vuelo y experiencia aeronáutica, y ayudar a su marido en sus campañas y otros asuntos, por lo que declara que ha sido capaz de usar bien su tiempo mientras criaba a sus hijos, sin sacrificar la vida familiar. Pide que pregunten a sus hijos a ver qué opinaban de sus cuidados.

### Segundo día de audiencias: Los astronautas y Jacqueline Cochran contra las Mercury
Durante el segundo día de audiencias, Scott Carpenter y John Glenn testifican, y estas son algunas de las declaraciones que se recogen y que harían mucho daño tanto a las Mercury 13 como a las mujeres de la época:
John Glenn declara que "es un hecho, los hombres vamos a luchar la guerra y pilotamos los aviones, y volvemos y ayudamos a diseñarlos, construirlos y probarlos. Que la mujer no esté en este campo es un hecho de orden social". También declararía que "Si demuestran que son mejores que los hombres, las recibiremos con los brazos abiertos y una ovación de la multitud", "¿Te imaginas a una mujer pilotando un avión a reacción o alguno peligroso?. Por el amor de Dios, no".
Pero Jacqueline Cochran había pilotado esos aviones, y había batido todo tipo de récords. Tenía acceso a esos aviones, porque su marido trabajaba para la fuerza aérea. Estaba pues, fuera de toda duda, la capacidad de la mujer para desempeñar con solvencia esa labor.
Jacqueline testificaría que "los vuelos espaciales tripulados son muy caros y son urgentes para el interés nacional. Por eso, al seleccionar astronautas, era natural y lógico elegirlos de entre el grupo de pilotos que había demostrado, mediante pruebas de aviones y vuelos de alta velocidad, que tenía experiencia, era competente y capaz de reaccionar frente a posibles emergencias en un entorno nuevo. Según lo que he leído en el periódico, no queremos retrasar el programa, y deberán, por necesidad, gastar mucho dinero si dejan participar a un grupo de mujeres, porque se las puede perder con el matrimonio".
Cochran no creía que el subcomité pusiera el foco en si había discrimiación o no con respecto a las 13 mujeres del programa, creía más importante debatir si la inclusión de estas mujeres ralentizaría y haría más caro y complicado el actual programa espacial. Creía que los hombres debían seguir en primer plano y ningún programa espacial femenino debería interferir con los objetivos del programa existente. Para ella no había necesidad de recurrir a las mujeres para el programa, pues consideraba que no había escasez de hombres piloto bien entrenados y con sobrada experiencia para trabajar como astronautas.
Además, declaró que el programa de pruebas para las mujeres no debía limitarse a 13 mujeres, sino englobar a un grupo mucho más extenso. El grupo no era suficiente y tenía en mente un grupo más grande, considerando el tiempo que la investigación iba a tomar y el desgaste que provocaría el programa en las voluntarias debido a su vida conyugal, nacimientos, y otras causas. La mujer podría tener éxito en el espacio, pero no quería que esto se hiciera de cualquier manera.
Jacqueline había acabado de esta manera con el programa de mujeres en el espacio. Janey y Jerrie confiaban en que Jackie las apoyaría, pero esta les dio la espalda.
En palabras de Bob Steadman, marido de Bernice Trimble, "Jackie siempre había trabajado con las fuerzas armadas, así que los altos mandos, los generales, la convencieron de que si presionaba demasiado tendría un efecto negativo en el programa, que incluso podría detener el programa. Creo que eso es ridículo, pero ella se lo creyó".
Cualesquiera que fueran las razones de Jacqueline para realizar estas declaraciones, fueron definitivas para enterrar las posibilidades de las Mercury 13. Obviamente, no fue la única responsable de la negativa, porque líderes de la Nasa, políticos y astronautas no apoyaron la iniciativa. Pero sin el apoyo de una mujer pionera como ella, las posibilidades que tenían se desvanecían. Las integrantes de este proyecto quedaron muy entristecidas, esperaban la falta de apoyo de los hombres, pero no de Jacqueline.

## "Paremos esto ya" - Lyndon Johnson
El 15 de marzo de 1962, el vicepresidente Lyndon Johnson había ratificado su decisión de parar el programa, aunque se supo décadas más tarde.
La asistente del vicepresidente, Liz Carpenter, se había comunicado con Hart y Cobb con relación al asunto de discriminación sexual en el que estaba envuelto el programa Mercury 13. Jackie Cochran, Jerrie Cobb, Janey Hart y otras integrantes del grupo estaban hablando públicamente cada vez con más frecuencia y agitando a los medios con relación a este problema, y dos de ellas (Cobb y Hart) se iban a entrevistar con el vicepresidente. Como anticipo a esta entrevista, Carpenter hizo un borrador de carta para Johnson cuyo destinatario era el administrador de la NASA, James Webb. La carta realizaba a Webb una serie de peticiones:
- Que investigara si de verdad el hecho de ser mujer había sido la razón para descalificar a una persona como candidata para los vuelos orbitales.
- Que le notificara si había alguna mujer que cumpliera los requisitos impuestos por la NASA para optar a estos vuelos (experiencia con vuelos militares de alta velocidad y poseer una ingeniería).
- En caso negativo de la anterior cuestión, se requería una estimación de cuando el vuelo orbital sería considerado lo suficientemente seguro como para que los requerimientos anteriormente descritos no fuera necesarios y pudieran cualificar más personas para ellos.

Lyndon Johnson no solo desestimó utilizar este borrador para enviar la carta final, sino que escribió sobre ella una frase lapidaria: "Lets stop this now! File” (¡Paremos esto ya! Archivar). Liz Carpenter, obedeciendo a su jefe, archivó finalmente el borrador, y permaneció desconocido durante cuatro décadas.

## Reflexiones de las protagonistas
En palabras de Bob Steadman (representa a su mujer, ya fallecida en el momento de la entrevista), uno de los motivos del rechazo al proyecto era que los hombres no querían perder el protagonismo, querían seguir siendo los héroes de la época. Una hermosa mujer, convirtiéndose en astronauta, habría acaparado todas las noticias, con la subyacente pérdida de fama y dinero. Con respecto a Cochran, opina que si ella hubiera sido una de las 13 protagonistas del proyecto, su comportamiento, su testimonio y sus palabras en la audiencia hubieran sido distintas. También declara que, años más tarde, Jacqueline le confesaría sentirse avergonzada y muy arrepentida por lo ocurrido.
Jackie Lovelace Johnson, hija del Dr. Lovelace, opinó que la cancelación del proyecto se debió al prejuicio social contra las mujeres. También se muestra crítica con Cochran, a la que no considera feminista, porque no defendía a las mujeres, Jackie solo defendía a Jackie. Además, saca a la luz unas palabras del vicepresidente Johnson, que supuestamente diría que "las mujeres tienen la regla. Ojalá pusieran en una caja de tampones que puedes volar si tienes la regla".
Para Ann Hart, hija de Jane Briggs "Hart", si los caballeros que rechazaron a las Mercury 13 se sintieran seguros de sí mismos, se habrían comportado de otro modo, pero, en el fondo, eran como niños asustados.
En general, estas mujeres se sintieron muy decepcionadas con los prejuicios aún prevalentes en la sociedad, y la falta de colectivos de mujeres frente a los tantos que había de hombres, lo que les impedía llevar a cabo los cambios que pusieran a la mujer en el lugar que correspondía.

## Las primeras mujeres en salir al espacio y en pilotar un transbordador espacial
En junio de 1963, Valentina Tereshkova se convertía en la primera mujer en llegar al espacio. John Glenn había testificado que el hecho de que las mujeres no fueran al espacio era una cuestión de orden social, una realidad de este orden. Meses más tarde de estas declaraciones, Valentina Tereshkova daba 48 vueltas a la Tierra mientras que Glenn solo había dado tres.
Valentina fue muy admirada por las Mercury. Ellas deseaban que la primera mujer en el espacio fuese americana, pero, al fin y al cabo, era una mujer que iba a romper la barrera existente para ellas en el espacio, y por eso se alegraron mucho con su logro.
A Gordon Cooper le preguntarían acerca de este hecho. Le plantearon si había sitio en el programa espacial americano para una mujer astronauta, ya que los rusos habían enviado a la primera mujer al espacio. Este respondió: "Bueno, podríamos haber usado a una mujer en el segundo Mercury-Atlas orbital que enviamos. También podríamos haber enviado a una mujer en lugar de al chimpancé."
En 1983 salió al espacio la primera mujer estadounidense. Se trataba de la física Sally Ride, que se convertiría en la "especialista de misión" en el transbordador Challenger, en el que desempeñaría funciones como la de manipular un brazo robótico para poner un satélite en órbita. A día de hoy ningún otro americano ha batido su récord de ir al espacio con tan solo 32 años. Tuvo que pelear con las mismas discriminaciones con las que se encontraron las Mercury, y afirmaba que donde peor lo pasó fue en las ruedas de prensa, donde le preguntaban por su maquillaje, los sujetadores que llevaría al espacio, o si lloraba cuando le salían mal las cosas, además de otras bromas de carácter machista.

### Eilen Collins: primera mujer en pilotar un transbordador espacial
Eilen Marie Collins era hija de una familia humilde, y desde muy pequeña siempre quiso aprender a volar. De hecho, de niña, participó en el programa de la NASA "Girl Scouts", que tiene como fin formar a pequeñas niñas en temas de astronomía, del espacio y para introducirlas en este sector, así como ponerlas en contacto con clubs y organizaciones astronómicas. Uno de los objetivos es lograr un mayor número de mujeres astrónomas. Eilen consiguió su objetivo de volar a los 16 años, consiguiendo un trabajo y ahorrando durante unos cuantos meses para ello.
Se graduó en 1978 por la Universidad de Siracusa con el bachillerato de letras en matemáticas y economía, consiguiendo más tarde un máster de ciencias en Investigación de Operaciones por la Universidad de Stanford, en 1986, y un máster en gestión de sistemas espaciales por la Universidad de Webster, en 1989. Siguiendo a esta graduación, fue una de las cuatro mujeres elegidadas para el entrenamiento de pilotos licenciados llevado a cabo en la base de las Fuerzas Aéreas de Vance, Oklahoma. Estuvo tres años en Vance como piloto instructor para desplazarse posteriormente a la base de las Fuerzas Aéreas en Travis, California. De 1986 a 1989 fue asignada la Academia de las Fuerzas Aéreas de Estados Unidos., donde estuvo como profesora asistente de matemáticas e instructora de vuelo del T-41. En 1989 se convirtió en la segunda mujer en asistir a la escuela de pruebas para pilotos de las Fuerzas Aéreas Americanas, U.S. Air Force Test Pilot School, graduándose con clase 89B.
Un día, en la base aérea donde se encontraba estacionada, vio un nota amarilla en la pizarra que decía "Llama a la NASA". Iba a saber finalmente si la aceptaban o no como piloto espacial. Al otro lado del teléfono estaba John Young, el noveno hombre en pisar la Luna, y lo primero que le preguntó fue "¿Aún quiere ser una astronauta". Obviamente, y emocionada, Collins contestó que si, y en el final de la conversación Young le diría: "Vas a ser la primera mujer en pilotar el transbordador espacial".
En 1990 sería elegida para el programa espacial, para convertirse en astronauta, sería la primera mujer en pilotar un transbordador espacial. La NASA había empezado a aceptar mujeres para las pruebas de selección para el programa de transbordadores espaciales en 1978, coincidiendo con su graduación en la Universidad. En palabras suyas, en todos sus logros había habido mucho de trabajo duro y poco de buena suerte. Había sacrificado su vida social, trataba de ser la mejor piloto posible para conseguir algo importante para la mujer en el espacio.

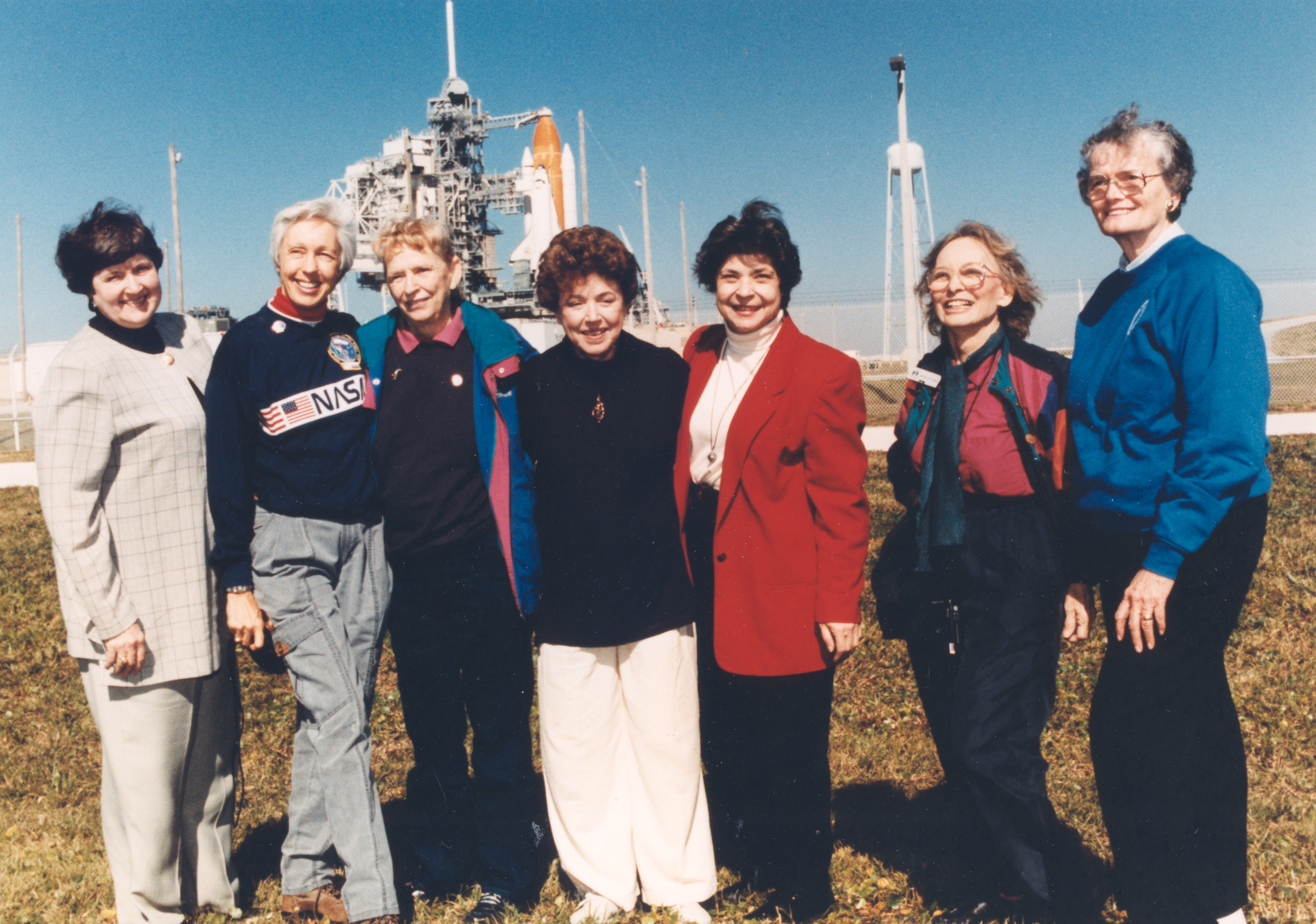
Visitando el centro espacial invitadas por Eileen Collins. De izquierda a derecha: Gene Nora Jessen, Wally Funk, Jerrie Cobb, Jerri Truhill, Sarah Rutley, Myrtle Cagle y Bernice Steadman.

En un discurso al que asistió el presidente Clinton, Eilen aifrmó que no llegó sola hasta este logro, que muchas mujeres habían conquistado los cielos antes que ella: las primeras acróbatas, las mujeres pilotos de la Segunda Guerra Mundial, las Mercury de los principios de los 60 que pasaron por todos los duros exámenes médicos, o Sally Ride, con la que también se sentía en deuda. Para ella, todas esas mujeres fueron su inspiración, y no estaría ahí sin ellas, por ello les dio las gracias a todas. Consideraba a las Mercury 13 sus heroínas. Estaba unida a ellas, porque también era piloto, así que, las invitó al lanzamiento. Cuando la NASA se enteró de quienes eran, las quitó de la lista de invitados de Eilen y las puso en la lista VIP.
En una rueda de prensa en la que estaban los astronautas que iban a participar en el lanzamiento, y las Mercury 13, Eilen cogío el micrófono y dijo "Antes que nada, me gustaría reconocer a las Mercury 13". Y las señaló para que se levantaran. Finalmente añadió: "Si no fuera por las Mercury 13, yo no estaría aquí hoy".
Las Mercury 13 se emocionaron mucho durante el lanzamiento, significó mucho para ellas, se sintieron redimidas, habían conseguido finalmente poner a la mujer más cerca del lugar que se merecía. Una de las escenas más conmovedoras del lanzamiento es ver a Wally Funk sonriendo de oreja a oreja cuando Collins despega sin ningún contratiempo ni problema. Jessen comentaba al respecto: "Fue magnífico haber sido parte de algo que allanó el camino para que las mujeres llegaran al espacio. No me sentí amargada o triste, sólo muy feliz y contenta".

## Vida de las protagonistas tras el Mercury 13

#### Jerrie Cobb
Jerrie era una persona profundamente espiritual, sintió que ya había sacudido bastante a la sociedad. El objetivo de Cobb en este momento sería conseguir contribuir a la sociedad significativamente en su vida como aviadora. Voló hacia Sudamérica y pasó décadas allí, transportando comida, medicinas y artículos de primera necesidad para los indios de la selva amazónica. En 1981, fue nominada al premio Nobel de la Paz por su trabajo humanitario en dicha región.
En 1998, Cobb se enteró de que la NASA estaba dirigiendo una misión para estudiar el proceso de envejecimiento del cuerpo humano y estaban considerando enviar a John Glenn, que por entonces, tenía 77 años. Jerrie dejó la jungla, volvió a Washington D. C. para tener una segunda oportunidad de ir al espacio. En el país se creó una campaña con el título "Manda a Jerrie al espacio", tenía un gran apoyo de la sociedad, así como de los senadores de California y Oklahoma, y compañías como la National Women's History Projecto la National Organization for Women (NOW), entre otras. Hillary Clinton también apoyó la campaña. Pero, finalmente, decidieron enviar a Glenn, y a Jerrie le cerraban la puerta del espacio por segunda vez. Volvió a Sudamérica, donde, hasta la fecha, prefiere pasar la mayor parte de su tiempo.
El 6 de octubre de 2012 fue incluida en el paseo de la fama de la Aviación Nacional, National Aviation Hall of Fame.

#### Myrtle "K" Cagle
Continuó como instructora de vuelo y piloto de la Patrulla Civil del Aire, consiguiendo registrar más de 10.000 horas de vuelo enseñando a cientos de personas como volar. Ha participado en carreras aéreas transcontinentales, por ejemplo, la Carrera Internacion de Aire para Mujeres, Women's International Air Race, celebrada en México, el 11 de mayo de 1964. Entre 1961 y 1964, fue instructora de vuelo en la base Robins Air Force enseñando a volar a los estudiantes, base donde trabajó como mecánica certificada hasta 1996. En 1986, se unió a las filas del Centro Logístico del Aire Warner Robins, Warner Robins Air Logistics Center, como estudiante cooperativa para el Instituto Técnico de Americus, en el sur de Georgia y se le asignó el turbo propulsor C-130. En 1988, en el Instituto Técnico del sur de Georgia, consiguió su licencia A&P (Airframe and Powerplant) de fuselaje y motor para trabajar como mecánica, convirtiéndose en la segunda mujer graduada en la historia del centro.
En el año 2003 fue incluida en el paseo de la fama de la aviación de Georgia, Georgia Aviation Hall of Fame.

#### Marion Dietrich - Janet Dietrich
Las gemelas Dietrich desde pequeñas hacían casi todo juntas, hasta ahorrar dinero para conseguir asistir a lecciones de vuelo. Marion fue escritora y cubrió historias acerca de los vuelos para la revista Times y San Francisco Chronicle. Murió en 1974.
Su hermana Jan fue la primera mujer en convertirse en oficial de vuelo en un avión chárter. Consiguió un trabajo en la compañía World Airways, una corporación de Oakland que fue un recurso militar clave durante la Guerra de Vietnam. En el desempeño de su trabajo, pilotaba vuelos regulares entre la zona de guerra y la base de la World Airways en el Aeropuerto Internacional de Oakland. Demandó a dicha compañía por discriminación cuando no le dejaron convertirse en piloto de sus líneas comerciales.
La muerte de su hermana gemela en 1974 produjo el fin de su carrera como piloto, "fue como perder mi brazo derecho", declararía Janet, que murió en el año 2008.

#### Wally Funk
Ha estado volando más de 50 años y ayudado a mover el campo de la aviación hacia las mujeres. En 1971, se convirtió en la primera mujer inspectora por la Administración Federal de Aviación (FAA), y en 1974 fue designada una de las primeras mujeres investigadoras en seguridad aérea por la Comisión de Seguridad de Transporte Nacional, National Transportation Safety Board. Mientras tanto no perdía la esperanza de estar entre las primeras personas americanas turistas en el espacio. Para ello, ha entrenado con el simulador estático de espacio del Apollo, en la base Edwards Air Force, y ha viajado a Star City, Rusia, para entrenar una semana como astronauta, donde experimentó las condiciones de gravedad cero, y para conocer a Valentina Tereshkova. Presentó su candidatura a la NASA cuatro veces, pero siempre fue rechazada. Reservó un billete con la compañía privada Virgin Galactic, pagando 200.000 dólares. Este viaje se ha ido retrasando, por lo que Wally seguía volando mientras esperaba este lanzamiento que cumpliría su sueño. Además, continuaba enseñando vuelo, así como trabajando de docente en colegios.
"Me encantan los desafíos, y me gustan mucho", dice Wally. "Si yo estuviera creciendo hoy, me gustaría ser un Navy SEAL. Me enseñaron que podías hacer cualquier cosa si lo deseabas lo suficiente".
El 1 de julio de 2021, se anunció que Wally Funk iría al espacio finalmente, tras su larga espera durante cuatro décadas. Tras conocerse la noticia, Wally aún no podía creerlo, y confesó sentirse impaciente por subir al espacio. Por fin el 20 de julio Wally formó parte de una tripulación de cuatro personas a bordo del cohete New Shepard de la compañía Blue Origin. Además de Wally, otros integrantes de la tripulación fueron Jeff Bezos (fundador de "Blue Origin), su hermano Mark y un pasajero aún por nombrar que pagó 28 millones de dólares en una subasta por esta vacante en junio de 2021. La tripulación experimentó unos minutos de ingravidez y pudieron disfrutar de la curvatura del planeta a través de las ventanas de observación, antes de que la cápsula presurizada de pasajeros regresara a la tierra mediante un paracaídas. De esta manera, Wally fue la persona de mayor edad en viajar al espacio, después de que el difunto John Glenn estableciera el récord anterior cuando viajó a bordo del transbordador espacial Discovery en 1998, con 77 años.

#### Sarah Gorelick
Dejó la ingeniería y se convirtió en contable en el negocio familiar antes de trabajar para el gobierno federal en Kansas City. Continua volando y ha competido en seis carreras "Power Puff Deby", así como en la "International Women's Air Race".

#### Jane Briggs
Piloto de avión y helicóptero, madre de 8 hijos, y capitana de su propio barco, fue también una activista apasionada, poniéndose al frente de las causas en las que creía, incluso aunque alterara los nervios de los consultores políticos de su marido. En 1967, fue arrestada junto con otras 100 personas, por participar en una protesta pacífica en el pentágono contra la Guerra de Vietnam. Cuando apareció en la fecha de su juicio, había reporteros por todas partes. Le decepcionó mucho descubrir que un acto civil de desobediencia atrajo mucha más atención que las audiencias que tuvo en el Congreso para el caso de las Mercury 13.
La gran posición adoptada por Hart en las audiencias de las astronautas atrajo la atención de Betty Friedan, líder en el movimiento emergente por los derechos de la mujer. Cuando Friedan puso en marcha la Organización Nacional para la mujer, en 1966, propuso a Hart ser una de las fundadoras. Esta aceptó felizmente y abrió dos delegaciones, una en su estado, Míchigan, y la otra en Washington D. C.

#### Jean Hixson
Fue una WASP durante la Segunda Guerra Mundial, y en 1957 se convirtió en la cuarta mujer en romper la barrera del sonido, consiguiendo el alias de "Supersonic Schoolmarm" (La Maestra Supersónica). Volvió para enseñar matemáticas de 5.º grado y, al tiempo que enseñaba, continuó con su trabajo en la aviación, dirigiendo la investigación de la navegación espacial en el Laboratorio de Investigación Médica Aeroespacial, en la base Wright-Patterson de las Fuerzas Aéreas. Se retiró de las labores de las fuerzas aéreas como coronel completa en 1982, y de la enseñanza en 1983, año anterior a su muerte.

#### Bernice Trimble
Fue presidenta de la asociación Ninety Nines, la asociación internacional de mujeres piloto, de donde habían salido casi todas las integrantes del programa de prueba desarrollado por el Dr. Lovelace. Bernice continuó volando y se hizo cargo de un negocio de aviación en Míchigan durante muchos años. Ha ganado cada carrera importante de mujeres en la que ha participado y ha escrito unas memorias acerca de su vida como piloto llamadas Tethered Mercury. Fue también co-fundadora y presidenta del Museo Internacional de Mujeres en el Aire y el Espacio, International Women's Air and Space Museum.
En otras facetas de su vida, cabe destacar la tienda de ropa que abrió en 1973 o la compañía de taxis que cofundó en 1996 en Traverse City, conduciendo regularmente un taxi. Antes, en 1975, se tuvo que someter a una operación cerebral.
A Bernice le gustaba jugar al bádminton y al golf, así como la caza. Poseía un maravilloso swing según Bob Steadman, su marido. Este la recuerda como una mujer cálida y apasionada, contrastando con su carácter más serio. Decía que Bernice era una alegría para las personas que la rodeaban. Murió el 18 de marzo de 2015.

#### Jerri Sloan
Al tiempo que se cancelaron los tests de Pensacola, Jerri adquirió su propia compañía, por lo que, puso el foco en los negocios y siguió con los vuelos. Pero no eran vuelos de cualquier tipo. Ella y su futuro marido, Joe Truhill, usaban sus vuelos para transportar cámaras de infrarrojo secretas para el gobierno. Era la compañía Texas Instruments, Incorporated, y trabajaron para desarrollar el radar TFR y bombas inteligentes que luego se conocieron por su protagonismo en la Guerra del Golfo. Era un trabajo peligroso, por ello se lanzaban a volar por la noche, eran misiones de gran secretismo y tenían que volar sobre el Golfo de México.
También colaboró en la comisión de directores del Museo Internacional del Aire y el Espacio para Mujeres. Jerri continúa hablando claro siempre que es testigo de alguna discriminación contra la mujer en la aviación o en el mundo espacial.
Murió el 18 de noviembre de 2013, y el mejor testimonio que dejó de su carácter fue cuando su marido fue encarcelado en Sudamérica y su avión confiscado (pues estaba allí ilegalmente). El Departamento de Estado se lavó las manos, pero ella realizó todo el esfuerzo por su cuenta para llevarlo a casa. No lo consiguió de primeras, pero logró tirar de la cuerda, hacer presión y finalmente lograrlo.

#### Rhea Hurrle
Rhea se mudó a Colorado Springs a principios de los años 70, donde realizó entrenamientos de planeador y remolque para cadetes de la Academia de la Fuerza Aérea en el puerto Black Forest Glider Port.
Para Rhea el vuelo no era algo de larga duración en su vida, y dedicó esta a ser una parlamentaria profesional, en concreto, una Parlamentaria Profesional Registrada, el mayor nivel de competencia en este campo. Es alguien que las organizaciones contratan para sentarse en sus reuniones y ayudarles a estar seguros de que siguen todas sus normas. Fue la primera parlamentaria para el Comité Olímpico de los Estados Unidos y trabajó para muchas organizaciones alrededor del país como parlamentaria, incluyendo la Asociación de Auxiliares de Hospital en Colorado. En marzo de 2008 fue incluida en el paseo de la fama de mujeres de Colorado, Colorado Women's Hallf of Fame, por su servicio como parlamentaria y su participación en el programa Mercury 13.

#### Gene Nora Stumbough
Encontró su empleo soñado pilotando el nuevo modelo de avión de Beech Aircraft. Justo cuando las audiencias del caso Mercury 13 estaban en marcha, ella salía para una gira de 3 meses por 48 estados con el nuevo avión. Poco más tarde, se casó con Bob Jessen y crearon una familia, además de hacerse con su propio Beech Aircraft. Gene Nora todavía vuela y compite siempre que puede. Escribió un libro acerca de la primera carrera campo a través para todas las mujeres, también conocida como Powder Puff Derby, y ha estado trabajando en su segundo libro. Ayudó a fundar el paseo de la fama de la aviación de Idaho, Idaho Aviation Hall of Fame y el museo Ninety Nines Museum of Women Piltos, un museo sin ánimos de lucro para preservar la verdadera historia de la mujer en la aviación.

#### Irene Leverton
Ha estado volando por más de 60 años. En 1969, fundó la Asociación de Pilotos de Transporte Aéreo para Mujeres. Fue una piloto examinadora para la FAA (Administración Federal de Aviación) durante 14 años. Ha sido piloto de fumigaciones, piloto corporativa, ha enseñado vuelo, ha volado con la Patrulla de Búsqueda Civil, puso en marcha un servicio de taxi aéreo y voló para el Servicio Forestal de Estados Unidos. Al preguntársele por su gran actividad durante todos estos años, Irene responde: "Tuve que renunciar a muchas cosas durante una época para ser piloto, por lo que siempre he estado buscando la aventura".
Irene murió el 23 de julio de 2017 en Paulden, "con una sonrisa en su cara", según las palabras de su amiga Kathi Schmier. Decidió ser incinerada y que sus cenizas fueran esparcidas en Meigs Field, un aeropuerto de pista única Chicago, donde aprendió a volar.

## Honores y reconocimientos
En el año 2003, Myrtle "K" Cagle fue incluida en el paseo de la fama de la aviación de Georgia, "Georgia Aviation Hall of Fame".
En junio de 2005, las integrantes del grupo Mercury 13 recibieron los honores de la Comisión de Mujeres del Planetario Adler, Adler Planetarium women's board, recibiendo el premio Women in Space Science Award.
En mayo de 2007, el grupo Mercury 13 fue galardonado con el doctorado honorífico por la Universidad de Wisconsin-Oshkosh, en honor por su espíritu pionero y los esfuerzos realizados en el avance por los derechos de la mujer.
En marzo de 2008, Rhea Hurrle fue incluida en el paseo de la fama de mujeres de Colorado, Colorado Women's Hallf of Fame, por su servicio como parlamentaria y su participación en el programa "Mercury 13".
El 6 de octubre de 2012, Jerrie Cobb fue incluida en el paseo de la fama de la Aviación Nacional, National Aviation Hall of Fame.